# Rosacrucianismo
Rosacrucianismo ou Rosacruz é um movimento filosófico e esotérico que surgiu na Europa no início do século XVII, com a publicação de três manifestos anônimos: Fama Fraternitatis (1614), Confessio Fraternitatis (1615) e Chymische Hochzeit Christiani Rosencreutz (1617). Esses textos proclamavam a existência de uma fraternidade secreta dedicada à "reforma espiritual", "científica" e "cultural da humanidade". Os manifestos refletiam as aspirações renascentistas da época, propondo a integração entre ciência, misticismo e espiritualidade, ao mesmo tempo em que apresentavam críticas aos dogmas religiosos e intelectuais vigentes.
O nome "Rosacruz" é derivado do nome de Christian Rosenkreutz, um personagem central nos Manifestos Rosacruzes. A misteriosa doutrina da fraternidade é supostamente "construída sobre verdades esotéricas do passado antigo", que "oculta ao homem comum, fornece uma visão da natureza, do universo físico e do domínio espiritual". Seus manifestos não falavam extensivamente sobre o assunto, mas mencionavam o Hermetismo e o Cristianismo, entretanto a Kabbalah não é mencionada explicitamente  O movimento era então tido em conta como um "Colégio de Invisíveis" nos mundos internos, formado por grandes adeptos, com o intuito de prestar auxílio à evolução espiritual da humanidade.
O rosacrucianismo pode ser compreendido, em um sentido mais amplo, como uma manifestação tardia do hermetismo cristão, integrando elementos de misticismo, alquimia e esoterismo que se consolidaram no Ocidente durante o Renascimento. Embora influências herméticas já fossem perceptíveis nos primeiros séculos do cristianismo, o movimento rosacruciano representa uma síntese de ideias herméticas e cristãs que ganharam destaque especialmente nos tratados de alquimia e nos manifestos que influenciaram o pensamento esotérico europeu.
A fraternidade afirmava ser possuidora de uma ciência esotérica, supostamente preservada e transmitida secretamente por séculos, até que o conturbado período da Idade Média desse lugar a um clima intelectual mais propenso a acolhê-la. No entanto, surgiram controvérsias sobre a natureza real da fraternidade mencionada nos manifestos. Havia dúvidas sobre se a fraternidade existia fisicamente como descrito ou se os escritos não passavam de uma alegoria. Esse mistério, aliado à simbologia dos rosacruzes, alimentou especulações sobre o verdadeiro propósito do movimento e sua relação com os círculos esotéricos e filosóficos da época. Em 1616, Johann Valentin Andreae designou-o como um "ludibrium". Ao prometer uma transformação espiritual num momento de grande turbulência, levaram muitas pessoas a iniciar-se na busca do conhecimento esotérico e místico. Filósofos ocultistas do século XVII, como Michael Maier, Robert Fludd, e Thomas Vaughan se interessaram pela visão do rosacruz do mundo. De acordo com o historiador David Stevenson, influenciou a Maçonaria quando emergia na Escócia. Em séculos posteriores, muitas sociedades esotéricas alegaram derivar movimento rosacruz primordial. O Rosacrucianismo é simbolizado pela chamada Rosa-Cruz.

## Lenda e história

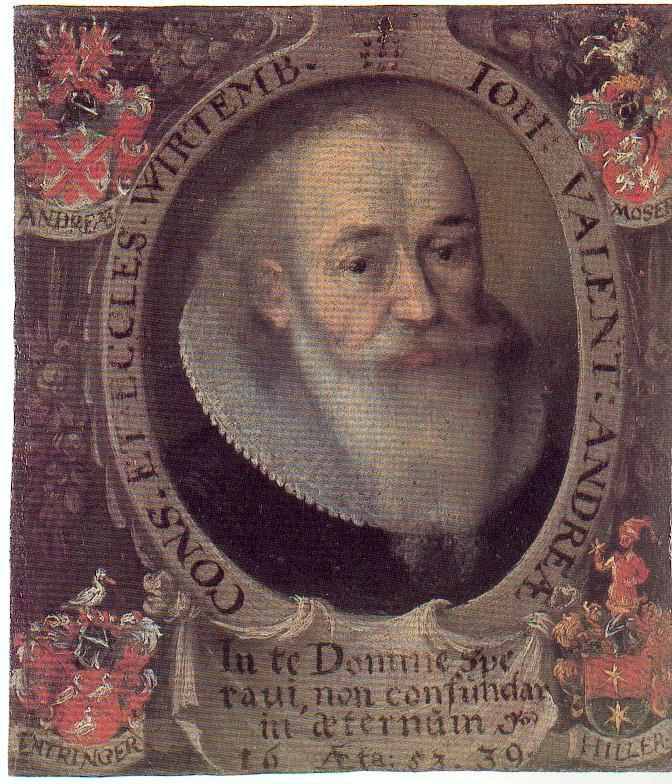
Johannes Valentinus Andreae, apontado como o principal autor dos manifestos rosacruzes; Fama Fraternitatis RC, Confessio Fraternitatis RC e Núpcias Químicas de Christian Rozenkreuz Ano 1459, e da expressão “Ordem Rosacruz”.

De acordo com a narrativa exposta no documento "Fama Fraternitatis" (1614), Christian Rosenkreuz (de início apenas designado por "Irmão C.R.C."), nasceu em 1378 na Alemanha, junto ao rio Reno. Os seus pais teriam sido pessoas ilustres, mas sem grandes posses materiais. Sua educação começou aos quatro anos numa abadia onde aprendeu grego, latim, hebraico e magia. Em 1393, acompanhado de um monge, visitou Damasco, o Egito e o Marrocos, onde estudou com mestres do ocultismo, depois do falecimento de seu mestre, em Chipre. Após seu retorno à Alemanha, em 1407, teria fundado a Fraternidade Rosa-Cruz (constituída por um pequeno grupo de não mais que oito pessoas), de acordo com os ensinamentos obtidos com os mestres árabes, que o teriam curado de uma doença, iniciando-o também no conhecimento das práticas do ocultismo. Teria passado, ainda, cinco anos na Espanha, onde três discípulos redigiram os textos iniciadores da sociedade. Depois, teriam formado a "Casa Sancti Spiritus" ("Casa do Espírito Santo"), onde, através da cura de doenças e do amparo daqueles que necessitavam de ajuda, foram desenvolvendo a confraria, que pretendia, no futuro, orientar os monarcas na boa condução dos destinos da humanidade. Segundo o texto "Fama Fraternitatis", C.R.C. morreu em 1484. Após sua morte, a fraternidade se extinguiu. A localização da sua tumba permaneceu desconhecida durante 120 anos até 1604, quando foi redescoberta, e então a Fraternidade Renasceu. Observe-se que "Christian Rosenkreuz" seria apenas um nome simbólico: Christian, de Cristo ou Christos ou Khrestos; Rosen ou Rosa, e Kreuz ou Cruz.
Uma outra lenda menos conhecida, foi veiculada pelo historiador maçónico E. J. Marconis de Negre - que, juntamente com seu pai, Gabriel M. Marconis é considerado o fundador do Rito de Memphis-Misraim da maçonaria. Com base em conjecturas anteriores (1784) de um estudioso rosa-cruz, o Barão de Westerode, a Rosa-cruz teria como origem uma sociedade secreta e altamente hierarquizada (ao contrário dos ideais da Fraternidade, expostos nos manifestos) do século XVIII da Europa Central ou oriental, denominada "Gold und Rosenkreuzer" (Rosa Cruz de Ouro), que teria tentado, sem sucesso, submeter a maçonaria ao seu poder. A Fraternidade Rosa-cruz teria sido criada no ano 46, quando um sábio gnóstico de Alexandria, de nome Ormo, e seis discípulos seus foram convertidos por Marcos, o evangelista. Seu símbolo, dizia-se, era uma cruz vermelha encimada por uma rosa, daí a designação de Rosa Cruz. A Fraternidade teria nascido, portanto, da fusão do cristianismo primitivo com a mitologia egípcia. Rosenkreuz teria sido, segundo essa versão, apenas um iniciado e, depois, Grande Mestre - não o fundador.
De acordo com Maurice Magre (1877–1941), no seu livro Magicians, Seers, and Mystics, Rosenkreutz terá sido o último descendente da família Germelschausen, uma família alemã do século XIII. O seu castelo encontrava-se na Floresta da Turíngia, na fronteira de Hesse, e eles abraçavam as doutrinas Albigenses. Toda a família teria sido condenada à morte pelo Landgrave Conrad da Turíngia, excepto o filho mais novo, com cinco anos de idade. Ele teria sido levado secretamente por um monge, um adepto albigense do Languedoc, e colocado num mosteiro sob influência dos albigenses. Lá teria sido educado e viria a conhecer os quatro irmãos que mais tarde estariam a ele associados na fundação da Irmandade Rosacruz. A história de Magre deriva supostamente da tradição oral local. A existência real de Christian Rosenkreuz divide certos grupos de Rosacrucianos. Alguns o aceitam, outros consideram Christian Rosenkreuz como um pseudónimo usado por personagens realmente históricos (Francis Bacon, por exemplo).
A primeira informação conhecida publicamente, acerca desta irmandade, encontra-se nos três documentos denominados "Manifestos Rosacruz", o primeiro dos quais (Fama Fraternitatis R. C., ou "Chamado da Fraternidade da Rosacruz") foi publicado em Kassel (Alemanha) em 1614 - ainda que cópias manuscritas do mesmo já circulassem desde 1611. Os outros dois documentos foram: Confessio Fraternitatis ("Confissões da Fraternidade Rosacruz") (1615), publicado também em Kassel, e Chymische Hockeit Christiani Rosenkreuz ("Núpcias Alquímicas de Christian Rozenkreuz") (1616), publicado na então cidade independente de Estrasburgo (anexada à França, em 1681).
Deve-se notar que no segundo manifesto Confessio Fraternitatis, de 1615, é feita a defesa da irmandade, exposta no primeiro manifesto em 1614, contra vozes que se levantavam da sociedade, colocando em causa a autenticidade e os reais motivos da Fraternidade Rosacruz. Nesse manifesto, podem-se encontrar as seguintes passagens que demonstram a linha condutora do pensamento da irmandade: que o requisito fundamental para alcançar o conhecimento secreto, de que a Fraternidade se faz conhecer como possuidora, é que "sejamos honestos para obter a compreensão e conhecimento da filosofia"; descrevendo-se simultaneamente como cristãos, "Que pensam vocês, queridas pessoas, e como parecem afetados, vendo que agora compreendem e sabem, que nós nos reconhecemos como professando verdadeira e sinceramente Cristo", não de um modo exotérico, "condenamos o Papa", e sim no verdadeiro sentido esotérico do cristianismo: "viciamo-nos na verdadeira Filosofia, levamos uma vida Cristã". O modo como são expostos os temas nos manifestos originais e a descrição dos mesmos aponta para grande similaridade com o que é conhecido atualmente acerca da filosofia Pitagórica, principalmente na transmissão de conhecimentos e ideias através de aspectos numéricos e concepções geométricas.
A publicação dos manifestos provocou imensa excitação por toda a Europa. Foram feitas inúmeras reedições e circularam diversos panfletos relacionados com os textos, embora os divulgadores de tais panfletos pouco ou nada soubessem sobre as reais intenções do(s) autor(es) original(ais) dos textos, cuja identidade permaneceu desconhecida por muito tempo.
Em sua autobiografia, o teólogo Johannes Valentinus Andreae ou Johann Valentin Andreae (1586-1654), declarou que o terceiro manifesto rosa-cruz, "Núpcias Químicas", publicado anonimamente, era de sua autoria e posteriormente descreveu o texto como um ludibrium. É convicção de alguns autores que Andreae o teria escrito como se fosse o contraponto da Companhia de Jesus.[carece de fontes?] No entanto, esta teoria foi posteriormente contestada por historiadores, principalmente os católicos, que consideravam os documentos como simples propaganda ocultista, de inspiração protestante, contra a influência do bispo de Roma.
Os manifestos mostravam a necessidade de reforma da sociedade humana, do ponto de vista cultural e religioso, e a forma de atingir esse objetivo através de uma sociedade secreta que promoveria essa mudança no mundo. O texto "Núpcias Químicas de Christian Rosenkreutz", contudo, foi escrito em forma de um romance pleno de simbolismo e descreve um episódio iniciático na vida de Christian Rosenkreuz, quando já tinha 81 anos.
Em Paris, em 1622 ou 1623, foram colocados cartazes misteriosos nas paredes, mas não se sabe ao certo quem foram os responsáveis por esse feito. Estes cartazes incluíam o texto: "Nós, os Deputados do Alto Colégio da Rosa-Cruz, fazemos a nossa estada, visível e invisível, nesta cidade (…)" e "Os pensamentos ligados ao desejo real daquele que busca irá guiar-nos a ele e ele a nós". A sociedade europeia da época, dilacerada por guerras, tantas vezes originadas por causa da religião, favoreceu a propagação destas ideias que chegaram, em pouco tempo, até a Inglaterra e a Itália.

## Tradições e influências
Os primeiros seguidores são geralmente identificados como médicos, alquimistas, naturalistas, boticários, adivinhos, filósofos e homens das artes, acusados muitas vezes de charlatanismo e heresia pelos seus opositores. Aparentemente sem um corpo dirigente central, assumem-se como um grupo de "Irmãos" (confraria).
Tradicionalmente, os rosa-cruzes se dizem herdeiros de tradições antigas que remontam à alquimia medieval, ao gnosticismo, ao ocultismo, ao hermetismo no antigo Egito, à cabala e ao neoplatonismo. Em The Muses' Threnodies, de H. Adamson (Perth, 1638) encontra-se o seguinte: "Pois o que pressagiamos não está em grande,
 Pois somos irmãos da Rosa Cruz; 
Temos a Palavra Maçónica e a segunda visão, 
Coisas por acontecer nós podemos prever acertadamente.".
O rosacrucianismo pode ser compreendido, de um ponto de vista mais amplo, como parte da corrente de pensamento hermético-cristã. Nesse contexto, é clara a influência do Corpus Hermeticum que, após 1000 anos de esquecimento, foi traduzido em 1460 por Marcílio Ficino, a figura central da Academia Platônica de Florença, para atender a uma encomenda de Cosme de Médici. Nas Núpcias Alquímicas de Christian Rozenkreuz, é dito que "Hermes é a fonte primordial". Verifica-se também a influência do pensamento de Paracelsus, citado na Fama Fraternitatis RC: "Teofrasto (Paracelso), por vocação, foi também um desses heróis. Apesar de não haver entrado em nossa Fraternidade, não obstante, ele leu diligentemente o Livro M."
A grande maioria dos personagens relacionados com o lançamento dos "Manifestos Rosacruzes" se originaram do meio luterano alemão. É de se notar que o próprio Lutero foi um dos primeiros a utilizar uma "rosa-cruz" (o "selo de Lutero", ou "rosa de Lutero") como símbolo de sua teologia. Abaixo de muitas rosas de Lutero está a frase: “O coração do cristão permanece em rosas, quando ele permanece sob a cruz.”
É amplamente discutível se os chamados "reformadores radicais" teriam exercido uma forte influência sobre os rosacruzes, ou, como algumas evidências parecem sugerir, se teriam sido os Rosacruzes a influenciar esses reformadores. Esses pensadores e teólogos luteranos acreditavam que a Reforma de Lutero deveria ser ampliada, que a doutrina ortodoxa não era suficiente e que o Cristão devia realizar a comunhão mística com Deus. Entre outros, é possível citar os nomes de Caspar Schwenckfeld, Sebastian Franck e Valentin Weigel. Johann Arndt, teólogo luterano alemão cujos escritos místicos circularam amplamente na Europa no século XVII, amigo e mentor espiritual de Johann Valentinus Andreae e amigo muito próximo de Christoph Besold, também é uma influência conhecida. Arndt foi muito influenciado pelas idéias de Valentin Weigel, e é considerado o “pai” do movimento pietista alemão.

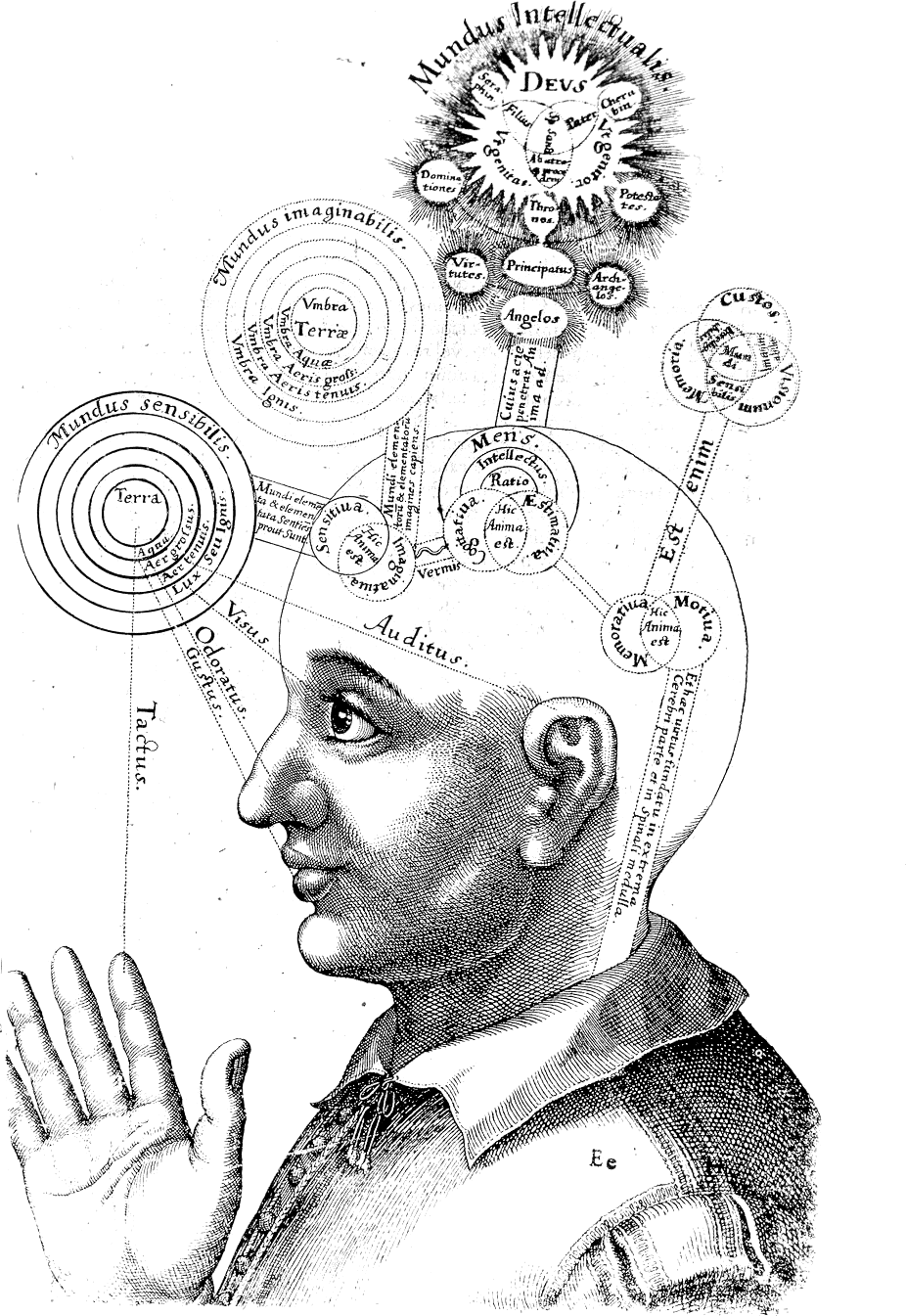
Representação do terceiro olho e sua conexão com os "mundos superiores" pelo alquimista rosacruciano Robert Fludd. (Rosacruzes [século XVII]: "Nós temos a Palavra Maçónica e a segunda visão. Coisas por acontecer nós podemos prever acertadamente.")

O místico e teósofo luterano alemão Jacob Boehme e o educador Jan Amos Comenius foram contemporâneos do movimento rosa-cruz original do século XVII e também davam testemunho de uma mesma sabedoria. Comenius chegou a denominar a Unidade dos Irmãos da Boêmia-Morávia, da qual ele foi um dos líderes principais antes de seu desaparecimento, como "Fraternitas Rosae Crucis". Além disso, ele tinha em Johann Valentin Andreae sua primeira fonte de inspiração, considerando-o “um homem de espírito ígneo e de inteligência pura”, tendo-o contactado e recebido deste o archote para dar continuidade à tarefa iniciada. Muitos dos que responderam ao chamado dos manifestos rosacrucianista, como Michael Meier e Robert Fludd, também se ligavam à mesma fonte de força espiritual.
O historiador francês Paul Arnold foi o primeiro a considerar os três manifestos como a obra comum do "Círculo de Tubinga", ou seja, o grupo que se reuniu ao redor do (futuro) teólogo Johann Valentinus Andreae e dos juristas Tobias Hess e Christoph Besold, na Universidade de Tubinga (Alemanha). Frances Yates, no entanto, relacionou o rosacrucianismo "clássico" do século XVII unicamente a Frederico do Palatinado e sua corte inglesa em Heidelberg.
Apesar do sucesso da tese de Yates, os historiadores Richard van Dülmen, Martin Brecht e Roland Edighoffer reconstituíam os fatos graças a uma pesquisa histórica aprofundada, que aconteceu a partir de 1977. Brecht e Edighoffer estudaram, ao mesmo tempo e independentemente um do outro, e finalmente provaram a autoria dos manifestos. Andreae se fez conhecer como o autor dos textos (sua “obra pessoal”) e Tobias Hess, defensor do milenarismo e partidário de Paracelso (que, como afirma o historiador Carlos Gilly, "Andreae honrou e defendeu após sua morte, como pai, irmão, mestre, amigo e companheiro"), teria sido o mestre e iniciador do grupo de onde saíram os manifestos da Rosa-Cruz.
Muitos procuraram responder ao "chamado" emitido pelos rosacruzes no século XVII, não apenas naquele séculos, mas também nos seguintes, quando várias organizações com o nome Rosacruz surgiram. Também no século XX surgiram muitas organizações com este nome, todas elas de certa forma co-herdeiras do tesouro espiritual da Rosacruz do século XVII.

### Simbolismo

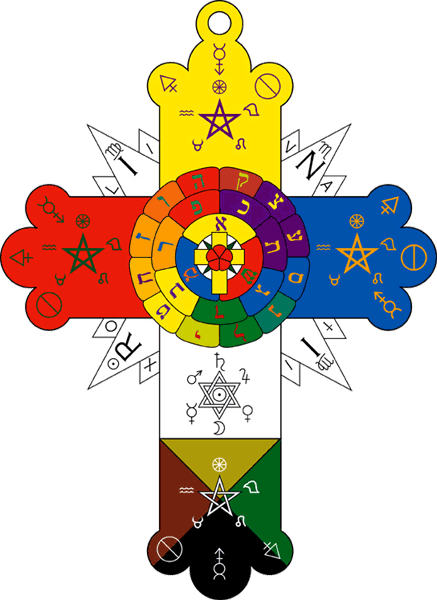
Rosacruz da Ordem Hermética da Aurora Dourada

O Emblema Rosacruz, embora com variações, apresenta-se sempre como uma cruz envolvida por uma coroa de rosas, ou com uma rosa ao centro da cruz. A rosa representa a espiritualidade, enquanto a cruz representa a matéria.
Outra faceta da Rosa-cruz mais conhecida é o 18º Grau (representando simbolicamente a 9ª Iniciação Menor), o grau de "Cavaleiro Rosa-Cruz", do "Capítulo da Rosa-Cruz" do "Rito Escocês Antigo e Aceito" da Franco-Maçonaria, que tem como símbolos principais o Pelicano, a Rosa e a Cruz.
Diversos livres pensadores defendem que o Rosacrucianismo não é mais do que uma Fraternidade constituída mas, uma corrente de pensamento, cuja filiação ocorre pela adoção de certas posturas de vida.

### Iluminismo Rosacruz

A publicação de Fama Fraternitatis Rosae Crucis (1614)

No início do século XVII, os manifestos causaram entusiasmo por toda a Europa, ao declararem a existência de uma irmandade secreta de alquimistas e magos que se preparavam para transformar as artes, as ciências, a religião e o panorama intelectual da Europa. Guerras entre política e religião populavam então o continente. Os trabalhos eram re-editados várias vezes, seguidos de numerosos panfletos, favoráveis outrora. Entre 1614 e 1620, cerca de 400 manuscritos e livros eram publicados e eram então discutidos os documentos Rosacruzes. O pico do furor Rosacruz foi alcançado quando dois pósteres misteriosos apareceram nas ruas de Paris em 1622 com o espaçamento de alguns dias entre um e outro. O primeiro dizia Nós, os Deputados do Colégio principal da Rosacruz, demoramo-nos visível e invisívelmente nesta cidade pela graça do Altíssimo (...), e o segundo acabava com as palavras Os pensamentos anexados ao real desejo de procurar irão conduzir-nos a ele e dele a nós.
O lendário primeiro manifesto, Fama Fraternitatis Rosae Crucis (1614), era inspirado no trabalho de Michael Maier (1568–1622) da Alemanha; Robert Fludd (1574–1637) e Elias Ashmole (1617–1692) de Inglaterra; Teophilus Schweighardt Constantiens, Gotthardus Arthusius, Julius Sperber, Henricus Madathanus, Gabriel Naudé, Thomas Vaughan e outros. Em Theatrum Chimicum britannicum de Elias Ashmole (1650) este defende os Rosacruzes. Alguns trabalhos posteriores que impactaram o Rosicrucianismo foram o "Opus magocabalisticum et theosophicum" por George von Welling (1719) - da inspiração alquímica e paracelsiana e do "Aureum Vellus ou Goldenes Vliess"  Por Hermann Fictuld em 1749.
Michael Maier foi nomeado  Pfalzgraf  (Conde Palatino por Rodolfo II do Sacro Império Romano-Germânico e Rei da Hungria e Rei da Boêmia . Ele também foi um dos defensores mais proeminentes dos Rosacruzes, transmitindo claramente detalhes sobre a "Cruz dos Irmãos da Rosa" em seus escritos. Maier fez a declaração firme de que os Irmãos do R.C. Existem para avançar artes inspiradas e ciências, incluindo a alquimia. Os pesquisadores dos escritos de Maier salientam que ele nunca afirmou ter produzido ouro, nem Heinrich Khunrath nem nenhum dos outros "Rosicrucianos". Suas escritas apontam para uma alquimia simbólica e espiritual, em vez de uma operativa. Em uma combinação de estilos diretos e velados, esses escritos transmitiram os nove estágios da transmutação involutiva-evolutiva do "corpo triplo" do ser humano, a "alma tripla" e o "espírito triplo" Entre outros conhecimento esotérico relacionados ao "Caminho da Iniciação".
Em seu panfleto de 1618, "Pia et Utilissima Admonitio de Fratribus Rosae Crucis", Henrichus Neuhusius escreveu que os rosacruzes partiram para o leste devido à instabilidade européia causada pelo início da Guerra dos Trinta Anos . Em 1710, Sigmund Richter, fundador da sociedade secreta da Cruz Dourada e Rosada, também sugeriu que os Rosacruzes haviam migrado para o leste. Na primeira metade do século XX, René Guénon, um pesquisador do oculto, apresentou a mesma ideia em algumas de suas obras. Um eminente autor do século XIX, Arthur Edward Waite apresentou argumentos que contradizem essa ideia. Foi neste campo fértil do discurso que surgiram muitas sociedades Rosacruzas. Eles foram baseados no oculto, inspirados pelo mistério deste "Colégio dos Invisíveis".
Alguns estudiosos modernos, por exemplo Adam McLean e Giordano Berti, assumem que, entre os primeiros seguidores da Cruz da Rosa, havia também o teólogo alemão Daniel Cramer, que em 1617 publicou um tratado bizarro Intitulado "Societas Jesus et Rosae Crucis Vera", que contém 40 figuras emblemáticas acompanhadas de citações bíblicas.

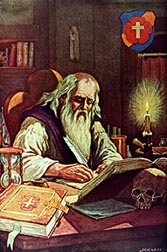
Frater C.R.C. - Christian Rose Cross (representação simbólica)

A ideia de tal fraternidade, exemplificada pela rede de astrônomos, professores, matemáticos e filósofos naturais na Europa do século XVI, promovida por homens como Johannes Kepler, Georg Joachim Rheticus, John Dee E Tycho Brahe, deu origem ao Colégio Invisível. Este foi o precursor da Royal Society fundada em 1660. Foi constituído por um grupo de cientistas que começaram a realizar reuniões regulares para compartilhar e desenvolver o conhecimento adquirido por investigação experimental. Entre estes foram John Wilkins, John Wallis e Robert Boyle, que escreveu: "as pedras angulares do Colégio Invisível (ou como se denominam o Filosófico), de vez em quando me honram com a companhia deles...".

### Organizações modernas
Entre o final do século XIX e o início do século XX surgiram várias organizações inspiradas na Tradição da Rosacruz. Existem atualmente diversas e distintas ramificações Rosacrucianas. Apresenta-se de seguida uma breve descrição acerca das mais divulgadas:
- A Fraternidade Rosacruz, no Brasil e em Portugal (inglês, The Rosicrucian Fellowship), foi fundada por Max Heindel entre 1909 e 1911, nos Estados Unidos. Considerando-se apenas uma escola de exposição de suas doutrinas e de preparação para o indivíduo para ingresso em caminhos mais profundos na Fraternidade espiritual. Segundo eles, a verdadeira Fraternidade Rosacruz funciona apenas nos planos espirituais. Ao contrário da maioria das demais organizações rosacruzes, as escolas de Max Heindel se consideram indissociáveis do Cristianismo. Outras organizações rosacruzes também se consideram cristãs, mas não com esta ênfase.
- Antiga e Mística Ordem Rosae Crucis (AMORC), com sede mundial em São José na Califórnia, EUA, foi fundada em 1915, por Harvey Spencer Lewis, nos Estados Unidos. Tem influência do Antigo Egito, de organizações fundadas pelo Faraó Amenófis IV (também conhecido como Aquenáton) por volta de 1 500 a.C.. Tal como está expresso no site oficial da Ordem: "A Ordem Rosacruz, AMORC é uma organização internacional de caráter místico-filosófico, que tem por missão despertar o potencial interior do ser humano, auxiliando-o em seu desenvolvimento, em espírito de fraternidade, respeitando a liberdade individual, dentro da Tradição e da Cultura Rosacruz.". A Antiga e Mística Ordem Rosae Crucis é hoje a maior confraria rosacruz no mundo, abrangendo dezenas de países, em diversos idiomas, além de acolher a Tradicional Ordem Martinista (T.O.M.), uma ordem martinista fundada pelo renomado médico e ocultista francês Papus (Dr. Gerard Anaclet Vincent Encausse). A sede para os falantes da língua portuguesa localiza-se na na cidade de Curitiba.
- Fraternitas Rosae Crucis (FRC), também com sede mundial nos EUA, que se reivindica a autêntica "Fraternidade Rosa-Cruz" fundada em 1614 na Alemanha, mas na verdade foi fundada por Reuben Swinburne Clymer por volta de 1920 e se diz representante de um movimento originalmente fundado por Pascal Beverly Randolph em 1856.
- Fraternitas Rosicruciana Antiqua (FRA) foi fundada pelo esoterista alemão Arnold Krumm-Heller por volta de 1927, e tem sede no Rio de Janeiro (está presente também nos países de língua hispânica).
- Lectorium Rosicrucianum (ou Escola Espiritual da Rosacruz Áurea) é uma organização rosacruz que começou a se estruturar em Haarlem, Holanda, em 1924, através do trabalho de J. van Rijckenborgh (pseudónimo de Jan Leene) e Z.W. Leene, quando esses dois irmãos entraram para a Sociedade Rosacruz (Het Rozekruisers Genootschap), divisão holandesa do grupo americano Rosicrucian Fellowship. Este grupo se tornaria independente da Rosicrucian Fellowship em 1935 e, com o final da guerra em 1945 (quando seu trabalho foi proibido pelas forças de ocupação nazista), o trabalho exterior foi retomado e passou a adotar o nome Lectorium Rosicrucianum, ou Escola Internacional da Rosacruz Áurea, apresentando-se cada vez mais como uma escola gnóstica, "Gnosis" significando aqui o conhecimento direto de Deus, resultado de um caminho de desenvolvimento espiritual. Desde 1945, o grupo se expandiu por vários países da Europa, América, Oceania e África, além de publicar inúmeros livros, muitos dos quais com comentários sobre antigos textos da sabedoria universal, como os Manifestos Rosacruzes do século XVII, o Corpus Hermeticum (textos atribuídos a Hermes Trismegisto), o Evangelho Gnóstico da Pistis Sophia, o Tao Te Ching, entre outros.
- Confraternidade da Rosa+Cruz (CR+C) preserva e perpetua a Tradição Rosacruz sob a linhagem e autoridade espiritual do Imperator Gary L. Stewart, oferecendo os Ensinamentos Rosacruzes originais preparados nas décadas de 1920 e 1930 por Harvey Spencer Lewis. Preservando a Tradição conforme especificamente estabelecida no início do século XX e também conforme o Movimento Rosacruz em geral dos séculos passados. Para executar essa tarefa com êxito, há necessidade de se manter sempre o equilíbrio entre a Tradição e o Movimento com adesão estrita às leis que governam a sua operação e a sua existência. A manutenção desse equilíbrio é confiada a um Imperator do Movimento, que, sob muitos aspectos, serve como um guardião do mesmo.
- OKRC (Ordem Kabbalística da Rosa-Cruz) - A OKRC foi fundada em 1888, pelo Marquês Stanislas de Guaita (seu primeiro Grão-Mestre). Ela agrega em si de uma forma equilibrada a herança do Martinismo da Rosa-Cruz, da Kabbala e do Hermetismo. Ela tem uma estrutura internacional mista. Longe de não ser apenas uma escola filosófica ou simbólica, ela tem por objetivo desde sua criação formar e iniciar os Seres de Desejo. Presente hoje como outrora, a sua herança conservou este vigor e esta riqueza, que sempre lhe permitiu adaptar-se à sua época, fazendo irradiar a chama da sua iniciação. Tendo ressurgido no século XIX, as correntes Rosa+Cruzes do Sudoeste da França permitiram o reencontro entre a tradição mística e simbólica alemã e suas correntes herméticas mediterrâneas. Por este intercâmbio, a Rosa+Cruz da qual falamos concentrou seus trabalhos sob o ritual, a alquimia, a astrologia e uma certa forma de teurgia.

### Manifestos
- "Fama Fraternitatis" - link externo e link externo (1614)
- "Confessio Fraternitatis" link externo e ligação externa (1615)
- "Die Chymische Hockeit Christiani Rosenkreuz" ligação externa , link externo e ligação externa em francês (1616)
- "Positio Fraternitatis Rosae Crucis" - AMORC - link externo (2001)
- "Appelattio Fraternitatis Rosae Crucis" - AMORC - link externo (2014)
- “As Novas Bodas Alquímicas de Christian Rosenkreutz” - AMORC - link externo - (2016)

### Textos históricos
- FLUDD, Robert, Apologia Compendiaria Fraternitatem de Rosae Cruce, (1616)
- Robert Fludd, Rosicrucian Brotherhood - From the Rosicrucian apologist's book Svmmvm Bonvm, The Highest Good, which first appeared in 1629 in German, (1616). ligação externa
- BACON, FrancisSylva Sylvarum, (1627). ligação externa
- Cartas Rosacruzes, Sec. XVIII. ligação externa

### Romances
- Hesse, Herman "O Jogo das Contas de Vidro", também conhecido por "Magister Ludi" (Mestre do Jogo), (1943)
- Tucker, Prentisss "Na Terra dos Mortos que Vivem - Uma História Ocultista" ligação externa